# Гецова, Софья
Софья Гецова (23 января 1872, Вильно — 12 июля 1946, Израиль) — швейцарско-израильский врач-патолог. Доктор медицины.

## Биография
Родилась в Вильно. Окончила Бернский университет (1904). Работала там же старшим преподавателем анатомической патологии. В 1898—1903 гг. была невестой Хаима Вейцмана.
В 1925 эмигрировала в Эрец-Исраэль, став одной из первых в стране врачей-патологоанатомов. Начиная с 1926 года была профессором и возглавляла Институт патологической анатомии в Больнице Хадасса. Там же основала медицинский музей. Преподавала на медицинском факультете Еврейского университета в Иерусалиме, с 1940 — почётный профессор.